# プロヴァンス料理
プロヴァンス料理（仏：Cuisine provençale）とは、フランス南部プロヴァンス地方で食べられる伝統的な料理のこと。
ニンニクとオリーブ油とハーブを味付けとして頻繁に使うのが特徴である。ラム肉、魚介類、トマト、山羊のチーズが食材としてよく使われる。
フランスの各地方の料理の中でも、イタリア料理や北アフリカ料理の影響を強く受けている。

## 食材
強い日差しと乾燥した気候、強風、石灰岩質の台地とまばらな草という環境のため、牛よりも粗食に耐えて強健な羊や山羊が主な家畜となっている。一方、地中海の豊かな海産物に恵まれ、海産物を使った料理が盛んである。

### 肉類

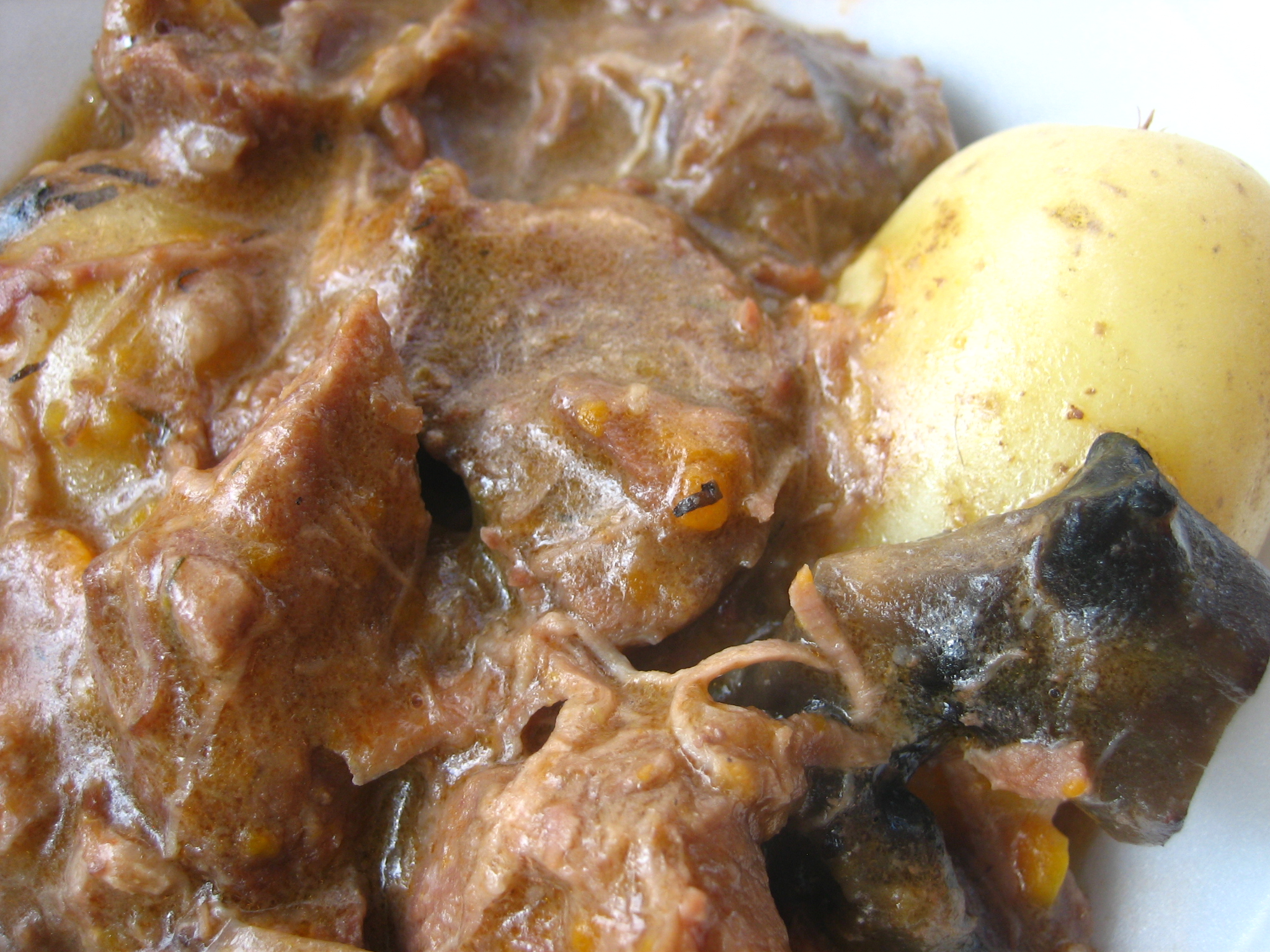
牛肉のドーブ

プロヴァンスの食材では、特にラム（仔羊肉）が有名。シチューやモモ肉をパイで包んで焼いたジゴ・ダニョー・アンクルートなどが名物料理となっている。気候の問題で食用牛の飼育はあまり行われておらず、名物料理の牛肉のドーブやガルディアン・ド・トロも元々はカマルグで盛んな闘牛での廃用牛の処理のために考案されたものである。豚肉を使ったソーセージやベーコンなどの加工肉料理も作られている。
鶏、ヤギ、ホロホロチョウ、狩猟によって得たウサギ肉、キジ、ウズラ、ハト、ツグミなども供される。ジビエにはアルザス料理などで肉の臭み隠しに用いられる杜松の実が使われることもあるが、パケトン・ド・ラパン（ウサギのベーコン包み）やスヴェ・ド・ラパン（ウサギのワイン煮込み）のように様々なハーブを添えることが多い。猟鳥料理としてはツグミやウズラのパテが人気。

### 魚介類
魚介類の料理としては、マルセイユの名物料理ブイヤベースが内外に名高い。スズキはパイ包み焼やブーリッドなどでよく使われる。ベニマス、カサゴ、赤ボラ、赤ホウボウ、マトウダイ、アンコウ、イカ、ハマグリなどが人気がある。他地方の料理で馴染みのヒラメやカレイは北大西洋を主な生息域にしているため、最近までそれほど食べられてこなかった。魚のスープにはバゲットとアイオリソース（ニンニクとオリーブオイル、卵黄で作るマヨネーズ）、白身魚のシンプルな料理にはルイユ（ニンニクとトウガラシをすりつぶしてパンの欠片でとろみをつけたソース）が欠かせないと考えられている。

### 野菜

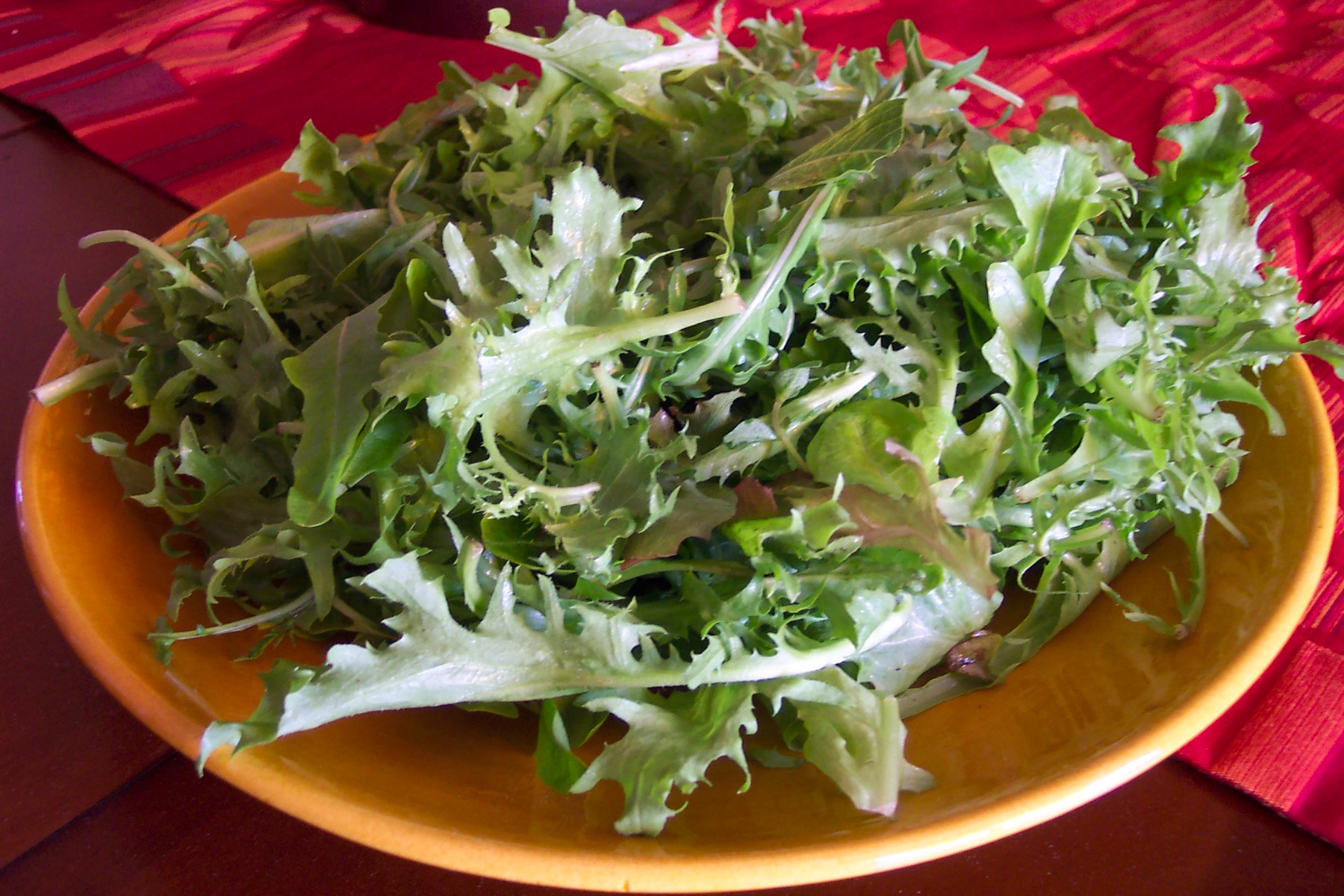
ニース名物のメスクラン

プロヴァンス料理といえば、ニンニクとトマトが特に有名である。タマネギ、ナス、ピーマン、ホウレンソウ、チコリ、レタス、キャベツ、ロケット、アーティチョーク、タンポポの葉などもよく使われる。アイオリを添えた季節の野菜、やわらかでみずみずしい葉野菜を使ったニース名物のメスクランと呼ばれるサラダは前菜として人気が高い。沸騰したお湯という意味のアイゴ・ブリドというニンニクスープは滋養をつけるために病人食としても食べられる。
果物としてはキャヴァイヨン・メロンとレモンが有名で、ベリー類、アンズ、セイヨウナシ、マルメロ、桃、さくらんぼ、葡萄が生食する他にも菓子材料としても人気がある。レモンやオレンジの皮は料理の風味付けにも使われる。

### チーズ
牧草の茂りにくい地質のため、牛乳のチーズよりもヤギ乳のチーズが主流。栗の葉に包まれたバノンチーズ、刺激のあるピコドンチーズが有名。プロヴァンスのチーズは、ハーブをふんだんに使った料理に負けない風味が強いものが多いのが特徴。チーズを使った料理では、ハーブを浸した蒸留酒にヤギのチーズを浸したル・キャシャが有名。

## ハーブ
プロヴァンス料理の特筆すべき特徴は、豊富なハーブとその多様な用途にある。石灰質で水はけがよい地質と温暖な気候はハーブが育つのに理想的な環境であり、プロヴァンスでは修道院の薬草園だけでなく、ごく一般的な農家の庭先や荒れ地にもハーブが生い茂っている。ハーブは名産の羊肉に甘い風味を与え、ミツバチを養い、家庭薬としても活用されている。

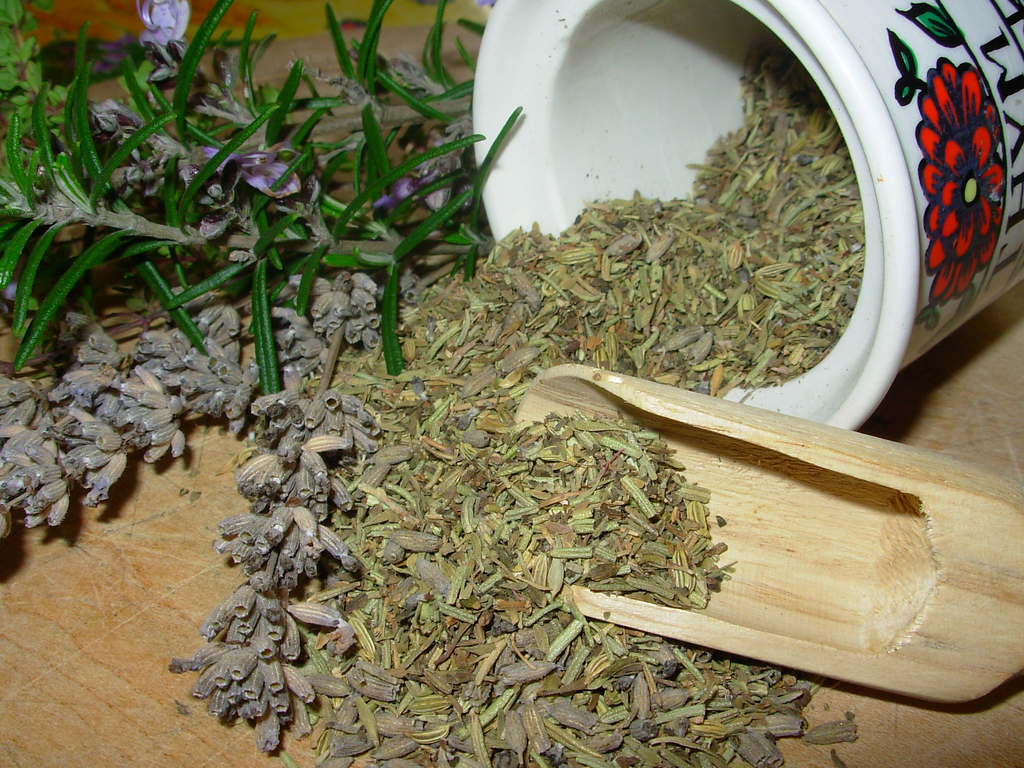
ミックスハーブ「エルブ・ド・プロヴァンス」の調合例

アニス・バジル・カモミール・タラゴン・フェンネル・ラベンダー・マジョラム・ミント・オレガノ・セイボリー・セージ・ティユール・タイム・ヴェルヴェーヌ・ローリエ・パセリなどが自生している。地中海交易の影響で、外来のハーブであるサフランやキャラウェイなども比較的よく使われる。
そのままプロヴァンスのハーブという意味のミックスハーブ「エルブ・ド・プロヴァンス」は数種類のハーブをあらかじめ混ぜておいた調味料である。料理によって使い分け、肉料理にはラベンダー・タイム・ローズマリー・バジル・ローリエ・セイボリーなど。魚料理にはサルビア、フェンネル、マジョラム、セージ、アニスなどが配合される。
古くから修道院で行われてきたリキュール作りにもハーブが欠かせない。特に薬効成分の強いリキュールは、錬金術によって生み出される不老不死の薬の名をとって「エリクシル」とも呼ばれている。プロヴァンス原産のものでは、バーベナの葉を使ったヴェルヴェーヌリキュールや、プロヴァンスの母乳とも呼ばれるアニスを使ったマルセイユの名産パスティスなどが有名。

## トリュフ
プロヴァンスの名産に「オル・ノワール（黒い黄金）」の異名を持つ黒トリュフがある。フランスのトリュフの8割はプロヴァンスで採取されたもので、有名な産地であるペリゴールをはるかに凌ぐ。
高級食品のイメージが強いが、一番良い食べ方は「ジャガイモのように食べる」ことというように、かつては農民の味覚だった。南フランスではかつてトリュフの栽培農家が多かったためでもある。プロヴァンスの諺に「鋭敏な豚は太らない」というものがあるが、この豚は肉用の豚ではなくトリュフを探すための豚である。現在は豚の代わりに訓練された犬が使われる。

## 菓子
クリスマスイブの風習として、プロヴァンスではパチチョイオという13種類のデザートを作る。クリスマスイブには生の果物は手に入らないので、砂糖漬けの果物とナッツをかき集めて13種類もの菓子を作るのは並大抵の苦労ではない。
プロヴァンスの菓子は砂糖をふんだんに使った粘りがあって非常に甘いものが多い。これは地中海地方に共通する特徴でもある。名産のアーモンドと蜂蜜を使ったヌガー、アンズ、桃、さくらんぼ、クレメンタインオレンジなどの果物をシロップで漬け込んだ砂糖菓子フリュイ・コンフィ、メロンやプラムを砂糖漬けにしてアーモンドペーストを塗って焼いたキャリソンが有名。香り付けにはオレンジウォーターやラベンダーウォーターが使われる。
もっと素朴な菓子には、二月の祭りで食べられる伝統菓子ナヴェット・ド・サン・ヴィクトワールというパイもある。